# NGC 5042
NGC 5042 је спирална галаксија у сазвежђу Хидра која се налази на NGC листи објеката дубоког неба.
Деклинација објекта је - 23° 59' 2" а ректасцензија 13h 15m 30,8s. Привидна величина (магнитуда) објекта NGC 5042 износи 11,8 а фотографска магнитуда 12,5. Налази се на удаљености од 17,007 милиона парсека од Сунца. NGC 5042 је још познат и под ознакама ESO 508-31, MCG -4-31-43, UGCA 340, IRAS 13127-2343, PGC 46126.